# Stazione di Tropea
Stazione di Tropea vasútállomás Olaszországban, Tropea településen.

## Vasútvonalak
Az állomást az alábbi vasútvonalak érintik:
- Battipaglia–Reggio di Calabria-vasútvonal

## Kapcsolódó állomások
A vasútállomáshoz az alábbi állomások vannak a legközelebb:
- Stazione di Parghelia
- Santa Domenica di Ricadi railway station